# أوليفيا إس. ميتشيل
أوليفيا إس. ميتشيل (بالإنجليزية: Olivia S. Mitchell)‏ هي اقتصادية أمريكية، ولدت في 1953.